# Anaxipha infirmenotata
Anaxipha infirmenotata är en insektsart som beskrevs av Lucien Chopard 1956. Anaxipha infirmenotata ingår i släktet Anaxipha och familjen syrsor. Inga underarter finns listade i Catalogue of Life.